# Grande Prêmio da Bélgica de 1955
Resultados do Grande Prêmio da Bélgica de Fórmula 1 realizado em Spa-Francorchamps à 5 de junho de 1955. Quarta etapa da temporada, foi vencida pelo argentino Juan Manuel Fangio.

## Resumo
Nenhuma vitória foi tão fácil para a Mercedes. Com a ausência da Lancia, que retirou-se das pistas em face do acidente que vitimou Alberto Ascari em 26 de maio de 1955, havia pouca concorrência e diante disso Fangio abiu uma confortável diferença e desapareceu à frente de Moss, o seguindo. O italiano Eugenio Castellotti, inscrito à prova com um modelo avulso da Lancia, retirou-se após dezesseis voltas, Jean Behra sofreu um acidente e ficou pelo caminho e o Vanwall de Mike Hawthorn teve um vazamento de óleo. O domínio dos carros de prata foi tal que Juan Manuel Fangio e Stirling Moss cruzaram a linha de chegada cerca de dois minutos à frente de Giuseppe Farina cujo bólido alcançou o terceiro lugar, depois de ter perdido muito tempo tentando, sem sucesso, passar Castellotti.

## Classificação da prova
| Pos. | Nº | Piloto                    | Construtor | Voltas | Tempo/Diferença   | Grid | Pontos     |
| ---- | -- | ------------------------- | ---------- | ------ | ----------------- | ---- | ---------- |
| 1    | 10 | Juan Manuel Fangio        | Mercedes   | 36     | 2:39:29.0         | 2    | 9          |
| 2    | 14 | Stirling Moss             | Mercedes   | 36     | + 8.1             | 3    | 6          |
| 3    | 2  | Giuseppe Farina           | Ferrari    | 36     | + 1:40.5          | 4    | 4          |
| 4    | 6  | Paul Frère                | Ferrari    | 36     | + 3:25.5          | 8    | 3          |
| 5    | 24 | Roberto Mieres Jean Behra | Maserati   | 35     | + 1 volta         | 13   | 1          |
| 6    | 4  | Maurice Trintignant       | Ferrari    | 35     | + 1 volta         | 10   |            |
| 7    | 22 | Luigi Musso               | Maserati   | 34     | + 2 voltas        | 7    |            |
| 8    | 26 | Cesare Perdisa            | Maserati   | 33     | + 3 voltas        | 11   |            |
| 9    | 28 | Louis Rosier              | Maserati   | 33     | + 3 voltas        | 12   |            |
| Ret  | 12 | Karl Kling                | Mercedes   | 21     | Vazamento de óleo | 6    |            |
| Ret  | 30 | Eugenio Castellotti       | Lancia     | 16     | Câmbio            | 1    |            |
| Ret  | 40 | Mike Hawthorn             | Vanwall    | 8      | Câmbio            | 9    |            |
| Ret  | 20 | Jean Behra                | Maserati   | 3      | Spun Off          | 5    |            |
| DNS  | 38 | Johnny Claes              | Maserati   |        | Motor             |      |            |
| DNS  | 48 | Piero Taruffi             | Ferrari    |        |                   |      |            |
| DNS  | 4  | Harry Schell              | Ferrari    |        |                   |      | [ nota 4 ] |